# Pope (Mississippi)
Pope é uma vila localizada no estado americano de Mississippi, no Condado de Panola.

## Demografia
Segundo o censo americano de 2000, a sua população era de 241 habitantes.
Em 2006, foi estimada uma população de 244, um aumento de 3 (1.2%).

## Geografia
De acordo com o United States Census Bureau tem uma área de
2,6 km², dos quais 2,6 km² cobertos por terra e 0,0 km² cobertos por água.

## Localidades na vizinhança
O diagrama seguinte representa as localidades num raio de 28 km ao redor de Pope.